# Eugène Huc
Pour les articles homonymes, voir Huc.
Eugène Huc, né le 22 avril 1891 à Bayonne, et mort le 3 mai 1979 à Paris, est un peintre français.

## Biographie
Eugène Marie Léonce Huc est le fils de Pierre Auguste Huc, bouchonnier, et de Marie Larralde.
Élève de Jean-Paul Laurens, d'Hubert-Denis Etcheverry et d'Adolphe Déchenaud, il expose régulièrement des années 1920 aux années 1940 au Salon des artistes français. Il y obtient une mention honorable en 1921, une médaille d'argent en 1924, le prix Albert Maignan en 1929, la médaille d'or en 1930 et la médaille d'or lors de l'Exposition universelle de 1937.
La Ville de Bayonne le nomme conservateur du Musée Bonnat en 1939, fonction qu’il exerce jusqu’en 1947. Après la Seconde Guerre mondiale, il est membre du conseil d'administration du Salon d'hiver.
Il meurt célibataire à son domicile de la rue Tourlaque à l'âge de 88 ans.

## Œuvres dans les collections publiques
- Bayonne, Musée Bonnat-Helleu : Femme nue devant un miroir[3]
- Paris : 
  - Ministère de l'Éducation nationale : Nature morte[4]
  - Palais de l'Élysée : Fleurs[5]

## Distinction
- Officier d'académie (1909)[6]